# Serie A1 1983-1984 (hockey su pista)
La Serie A1 1983-1984 è stata la 61ª edizione (la 35ª a girone unico) del torneo di primo livello del campionato italiano di hockey su pista. La competizione ha avuto inizio il 22 ottobre 1983 e si è conclusa il 9 giugno 1984.
Lo scudetto è stato conquistato dall'Amatori Vercelli per la seconda volta nella sua storia.

## Stagione

### Novità
Dalla stagione 1983-1984 la serie A fu sdoppiata in A1 e A2; la massima categoria vide ai nastri di partenza quattordici club. Al torneo hanno partecipato:
Amatori Lodi, Amatori Modena, Amatori Vercelli, Bassano, Castiglione, Follonica, Forte dei Marmi, Monza, Novara, Pordenone, Reggiana, Roller Monza, Seregno e Trissino.

### Formula
La manifestazione fu organizzata in due fasi. La prima fase vide la disputa di un girone all'italiana, con gare di andata e ritorno per un totale di 26 giornate: furono assegnati 2 punti per l'incontro vinto e un punto a testa per l'incontro pareggiato, mentre non ne venne attribuito alcuno per la sconfitta. Al termine della prima fase le prime otto squadre classificate si qualificarono per i play-off scudetto unitamente ai primi tre club di serie A2; le squadre classificate dal 12º al 14º posto furono retrocesse in Serie A2 nella stagione successiva.

### Avvenimenti
La stagione regolare del torneo vide il duello in testa alla classifica tra il Monza, l'Amatori Vercelli e il Novara. Al termine della prima fase i brianzoli si classificarono al primo posto seguiti dal Vercelli e dal Novara terzo. Centrarono la qualificazione ai play-off scudetto anche il Pordenone, l'Amatori Lodi, il Castiglione, la Reggiana e il Roller Monza. A retrocedere in serie A2 furono l'Amatori Modena, il Seregno e il Trissino.
Dopo il primo turno dei play-off, dove tutti i pronostici furono rispettati con le tre squadre di serie A1 vincitrici dei loro incontri, nei quarti di finale il Monza, Vercelli ed il Novara dovettero faticare per avere la meglio sui propri avversari (rispettivamente il Roller Monza nel derby brianzolo, la Reggiana e il Castiglione); solo l'Amatori Lodi eliminò in due gare il Pordenone. In semifinale il Monza si sbarazzò facilmente del Lodi mentre l'Amatori Vercelli fece suo il derby contro il Novara.
La finale scudetto fu quindi tra il Monza e l'Amatori Vercelli. La prima gara fu disputata a Biassono e vide i brianzoli vincere per 4 a 1 (gol di Righi, Villani, Aguero e Marzella per il Monza; Borrini per l'Amatori). La seconda gara fu giocata a Vercelli e vide i gialloverdi pareggiare la serie vincendo per 8 a 7. La terza gara, ancora giocata a Biassono, doveva essere decisiva per l'assegnazione del titolo; le due compagini terminarono l'incontro però sul 3 a 3 e si dovette procedere ad un ulteriore incontro di spareggio per determinare la squadra campione d'Italia. Nell'incontro di spareggio giocato sul neutro di Trissino l'Amatori Vercelli riuscì a sconfiggere per 5 a 3 il Monza laureandosi per la seconda volta consecutiva campione d'Italia.

## Squadre partecipanti
| Club                 | Stag.    | Città                          | Impianto                              | Stagione precedente              |
| -------------------- | -------- | ------------------------------ | ------------------------------------- | -------------------------------- |
| Amatori Lodi         | dettagli | Lodi (MI)                      | PalaCastellotti                       | 2º in Serie A                    |
| Amatori Modena       | dettagli | Modena                         | PalaMolza                             | 1º in Serie B/gr.2, promosso     |
| Amatori Vercelli     | dettagli | Vercelli                       | PalaIsola                             | 1º in Serie A, campione d'Italia |
| Atl. Forte dei Marmi | dettagli | Forte dei Marmi (LU)           | PalaForte                             | 4º in Serie A                    |
| Bassano              | dettagli | Bassano del Grappa (VI)        | Centro Giovanile                      | 9º in Serie A                    |
| Castiglione          | dettagli | Castiglione della Pescaia (GR) | Pala Casa Mora                        | 1º in Serie B/gr.1, promosso     |
| Follonica            | dettagli | Follonica (GR)                 | Pista Armeni                          | 6º in Serie A                    |
| Monza                | dettagli | Monza (MI)                     | PalaBeretta di Biassono (MI)          | 8º in Serie A                    |
| Novara               | dettagli | Novara                         | Palasport di Novara                   | 5º in Serie A                    |
| Pordenone            | dettagli | Pordenone                      | PalaMarmi                             | 11º in Serie A                   |
| Reggiana             | dettagli | Reggio nell'Emilia             | PalaFanticini                         | 3º in Serie A                    |
| Roller Monza         | dettagli | Monza (MI)                     | Palazzetto Paolo VI di Brugherio (MI) | 10º in Serie A                   |
| Seregno              | dettagli | Seregno (MI)                   | PalaPorada                            | 2º in Serie B/gr.2, promosso     |
| Trissino             | dettagli | Trissino (VI)                  | Palasport Comunale                    | 7º in Serie A                    |

### Allenatori e primatisti
Dati tratti dalle cronache.
| Squadra              | Allenatore                                  | Cannoniere (Miglior marcatore nella stagione regolare) |
| -------------------- | ------------------------------------------- | ------------------------------------------------------ |
| Amatori Lodi         | Rinaldo Uggeri                              | Aldo Belli (50 reti)                                   |
| Amatori Modena       | Paolo Ragazzi                               | Corrado Gozzi (23 reti)                                |
| Amatori Vercelli     | Alfredo Tarchetti                           | Daniel Martinazzo (46 reti)                            |
| Atl. Forte dei Marmi | ?                                           | Carlos Moreta (48 reti)                                |
| Bassano              | Mario Saccardo                              | Maurizio Scuccato (24 reti) Victor Bruno (24 reti)     |
| Castiglione          | Roberto Cozzi                               | José Antonio Martinazzo (37 reti)                      |
| Follonica            | ?                                           | Angelo Maldonado (20 reti)                             |
| Monza                | Gianbattista Massari                        | Giuseppe Marzella (61 reti)                            |
| Novara               | Beniamino Battistella                       | Massimo Mariotti (37 reti)                             |
| Pordenone            | Fulvio Silvani                              | José Leste (54 reti)                                   |
| Reggiana             | Claudio Brezigar                            | Davide Garetti (36 reti)                               |
| Roller Monza         | Giovanni Innocenti                          | José Virgilio (39 reti)                                |
| Seregno              | Walter Formenti                             | Silvio Ghibaudi (19 reti)                              |
| Trissino             | Alessandro Consolaro, poi Giuseppe Bertacco | Giovanni Giuriato (19 reti)                            |

## Classifica finale
Classifica compilata esclusivamente con dati LNHP-FIHP
|  | Pos. | Squadra              | Pt | G  | V  | N | P  | GF  | GS  | DR   |
|  | ---- | -------------------- | -- | -- | -- | - | -- | --- | --- | ---- |
|  | 1.   | Monza                | 44 | 26 | 21 | 2 | 3  | 145 | 73  | +72  |
|  | 2.   | Amatori Vercelli     | 39 | 26 | 18 | 3 | 5  | 136 | 81  | +55  |
|  | 3.   | Novara               | 36 | 26 | 16 | 4 | 6  | 105 | 72  | +33  |
|  | 4.   | Pordenone            | 34 | 26 | 16 | 2 | 8  | 114 | 78  | +35  |
|  | 5.   | Amatori Lodi         | 33 | 26 | 15 | 3 | 8  | 126 | 94  | +32  |
|  | 6.   | Castiglione          | 32 | 26 | 14 | 4 | 8  | 103 | 84  | +19  |
|  | 7.   | Reggiana             | 31 | 26 | 14 | 3 | 9  | 102 | 71  | +31  |
|  | 8.   | Roller Monza         | 28 | 26 | 12 | 4 | 10 | 97  | 90  | +7   |
|  | 9.   | Atl. Forte dei Marmi | 27 | 26 | 11 | 5 | 10 | 91  | 90  | +1   |
|  | 10.  | Follonica            | 21 | 26 | 9  | 3 | 14 | 82  | 96  | -14  |
|  | 11.  | Bassano              | 19 | 26 | 8  | 3 | 15 | 82  | 120 | -38  |
|  | 12.  | Amatori Modena (-1)  | 10 | 26 | 5  | 1 | 20 | 88  | 139 | -51  |
|  | 13.  | Seregno              | 5  | 26 | 2  | 1 | 23 | 69  | 169 | -100 |
|  | 14.  | Trissino             | 4  | 26 | 1  | 2 | 23 | 68  | 152 | -84  |

Legenda:
  Partecipa ai play-off scudetto.
  Vincitore della Coppa Italia 1983-1984.
      Campione d'Italia e ammessa alla Coppa dei Campioni 1984-1985.
      Ammesso alla Coppa delle Coppe 1984-1985.
      Ammesso alla Coppa CERS 1984-1985.
      Retrocesso in Serie A2 1984-1985.
Note:
Due punti a vittoria, uno a pareggio, zero a sconfitta.
In caso di arrivo di due o più squadre a pari punti, la graduatoria finale verrà stilata secondo la classifica avulsa tra le squadre interessate che prevede, in ordine, i seguenti criteri:
- Punti negli scontri diretti.
- Differenza reti negli scontri diretti.
- Differenza reti generale.
- Reti realizzate in generale.
- Sorteggio.

L'Amatori Modena ha scontato un punto di penalizzazione.

## Stagione regolare

### Tabellone
Compilato esclusivamente con risultati omologati dalla FIHP.
| 1983-1984        | AmLo | AmMo | AmVc | AtFM | Bass | Cast | Foll | Monz | Nova | Pord | Regg | Roll | Sere | Tris |
| ---------------- | ---- | ---- | ---- | ---- | ---- | ---- | ---- | ---- | ---- | ---- | ---- | ---- | ---- | ---- |
| Amatori Lodi     | –––– | 9-3  | 4-10 | 4-2  | 9-1  | 2-1  | 8-2  | 3-6  | 4-4  | 6-3  | 3-8  | 6-4  | 6-5  | 10-3 |
| Amatori Modena   | 5-6  | –––– | 2-3  | 2-5  | 0-2  | 4-12 | 2-10 | 1-3  | 4-3  | 1-3  | 5-3  | 6-7  | 10-1 | 6-3  |
| Amatori Vercelli | 3-3  | 5-4  | –––– | 6-4  | 6-2  | 4-5  | 9-2  | 5-4  | 5-2  | 5-3  | 8-2  | 4-2  | 7-1  | 14-3 |
| Atl.Forte Marmi  | 7-6  | 7-4  | 3-3  | –––– | 6-2  | 3-0  | 2-2  | 2-2  | 3-5  | 2-2  | 3-2  | 4-2  | 7-1  | 5-2  |
| Bassano          | 2-7  | 7-6  | 7-7  | 5-1  | –––– | 3-5  | 2-2  | 3-5  | 3-2  | 4-5  | 4-3  | 1-3  | 4-3  | 4-4  |
| Castiglione      | 2-1  | 6-2  | 3-4  | 3-2  | 3-1  | –––– | 2-2  | 2-4  | 2-4  | 9-3  | 4-3  | 3-3  | 7-2  | 4-2  |
| Follonica        | 3-4  | 5-0  | 2-1  | 1-4  | 5-2  | 1-3  | –––– | 3-4  | 1-2  | 3-2  | 2-4  | 7-1  | 4-0  | 6-2  |
| Monza            | 4-2  | 14-2 | 1-2  | 5-3  | 8-5  | 6-3  | 8-1  | –––– | 4-2  | 7-0  | 3-2  | 3-1  | 12-5 | 9-1  |
| Novara           | 6-4  | 4-2  | 8-2  | 8-3  | 4-3  | 6-2  | 8-2  | 4-4  | –––– | 4-4  | 4-3  | 1-0  | 5-1  | 9-3  |
| Pordenone        | 3-2  | 5-2  | 6-4  | 5-1  | 6-2  | 7-2  | 5-3  | 5-3  | 5-2  | –––– | 3-0  | 3-4  | 13-2 | 7-3  |
| Reggiana         | 3-3  | 4-2  | 4-1  | 6-0  | 10-2 | 2-2  | 6-1  | 4-6  | 3-1  | 1-0  | –––– | 4-3  | 6-5  | 3-2  |
| Roller Monza     | 2-7  | 6-4  | 3-4  | 7-3  | 7-3  | 3-3  | 5-1  | 3-4  | 3-3  | 3-2  | 2-2  | –––– | 4-1  | 3-2  |
| Seregno          | 1-3  | 2-5  | 1-9  | 4-4  | 0-2  | 5-9  | 7-4  | 4-9  | 1-2  | 0-10 | 2-8  | 6-10 | –––– | 7-3  |
| Trissino         | 1-4  | 4-4  | 0-5  | 1-5  | 3-6  | 5-6  | 3-7  | 5-7  | 1-2  | 3-5  | 0-6  | 3-6  | 6-2  | –––– |

### Risultati
| Andata (1ª) | Andata (1ª) | Prima giornata              | Ritorno (14ª) | Ritorno (14ª) |
|             |             |                             |               |               |
| 22 ott.     | 3-5         | Atl.Forte dei Marmi-Novara  | 3-8           | 14 gen.       |
| 22 ott.     | 9-2         | Amatori Vercelli-Follonica  | 1-2           | 14 gen.       |
| 22 ott.     | 6-4         | Roller Monza-Amatori Modena | 7-6           | 14 gen.       |
| 22 ott.     | 1-0         | Reggiana-Pordenone          | 0-3           | 14 gen.       |
| 22 ott.     | 4-9         | Seregno-Monza               | 5-12          | 14 gen.       |
| 22 ott.     | 4-4         | Bassano-Trissino            | 6-3           | 14 gen.       |
| 22 ott.     | 2-1         | Castiglione-Amatori Lodi    | 1-2           | 14 gen.       |

| Andata (2ª) | Andata (2ª) | Seconda giornata                | Ritorno (15ª) | Ritorno (15ª) |
|             |             |                                 |               |               |
| 29 ott.     | 2-3         | Amatori Modena-Amatori Vercelli | 4-5           | 21 gen.       |
| 29 ott.     | 2-4         | Follonica-Reggiana              | 1-6           | 21 gen.       |
| 29 ott.     | 3-6         | Trissino-Roller Monza           | 2-3           | 21 gen.       |
| 29 ott.     | 8-5         | Monza-Bassano                   | 5-3           | 21 gen.       |
| 29 ott.     | 6-2         | Novara-Castiglione              | 4-2           | 21 gen.       |
| 29 ott.     | 5-1         | Pordenone-Atl.Forte dei Marmi   | 2-2           | 21 gen.       |
| 29 ott.     | 6-5         | Amatori Lodi-Seregno            | 3-1           | 21 gen.       |

| Andata (3ª) | Andata (3ª) | Terza giornata                   | Ritorno (16ª) | Ritorno (16ª) |
|             |             |                                  |               |               |
| 5 nov.      | 3-3         | Roller Monza-Novara              | 0-1           | 28 gen.       |
| 5 nov.      | 7-6         | Bassano-Amatori Modena           | 2-0           | 28 gen.       |
| 5 nov.      | 9-3         | Castiglione-Pordenone            | 2-7           | 28 gen.       |
| 5 nov.      | 7-6         | Atl.Forte dei Marmi-Amatori Lodi | 2-4           | 28 gen.       |
| 5 nov.      | 4-6         | Reggiana-Monza                   | 2-3           | 28 gen.       |
| 5 nov.      | 7-4         | Seregno-Follonica                | 0-4           | 28 gen.       |
| 5 nov.      | 14-3        | Amatori Vercelli-Trissino        | 5-0           | 28 gen.       |

| Andata (4ª) | Andata (4ª) | Quarta giornata                 | Ritorno (17ª) | Ritorno (17ª) |
|             |             |                                 |               |               |
| 12 nov.     | 1-2         | Monza-Amatori Vercelli          | 4-5           | 6 feb.        |
| 12 nov.     | 5-1         | Novara-Seregno                  | 2-1           | 6 feb.        |
| 12 nov.     | 3-2         | Castiglione-Atl.Forte dei Marmi | 0-3           | 6 feb.        |
| 12 nov.     | 9-1         | Amatori Lodi-Bassano            | 7-2           | 6 feb.        |
| 12 nov.     | 5-2         | Amatori Modena-Reggiana         | 2-4           | 6 feb.        |
| 12 nov.     | 3-4         | Pordenone-Roller Monza          | 2-3           | 6 feb.        |
| 12 nov.     | 3-7         | Trissino-Follonica              | 2-6           | 6 feb.        |

| Andata (5ª) | Andata (5ª) | Quinta giornata              | Ritorno (18ª) | Ritorno (18ª) |
|             |             |                              |               |               |
| 19 nov.     | 3-4         | Follonica-Monza              | 1-8           | 11 feb.       |
| 19 nov.     | 5-2         | Atl.Forte dei Marmi-Trissino | 5-1           | 11 feb.       |
| 19 nov.     | 4-4         | Novara-Pordenone             | 2-5           | 11 feb.       |
| 19 nov.     | 2-2         | Reggiana-Castiglione         | 3-4           | 11 feb.       |
| 19 nov.     | 2-7         | Roller Monza-Amatori Lodi    | 4-6           | 11 feb.       |
| 19 nov.     | 2-5         | Seregno-Amatori Modena       | 1-10          | 11 feb.       |
| 19 nov.     | 6-2         | Amatori Vercelli-Bassano     | 7-7           | 11 feb.       |

| Andata (6ª) | Andata (6ª) | Sesta giornata               | Ritorno (19ª) | Ritorno (19ª) |
|             |             |                              |               |               |
| 26 nov.     | 2-2         | Bassano-Follonica            | 2-5           | 18 feb.       |
| 26 nov.     | 7-2         | Castiglione-Seregno          | 9-5           | 18 feb.       |
| 26 nov.     | 3-1         | Monza-Roller Monza           | 4-3           | 18 feb.       |
| 26 nov.     | 4-4         | Amatori Lodi-Novara          | 4-6           | 18 feb.       |
| 26 nov.     | 6-4         | Pordenone-Amatori Vercelli   | 3-5           | 18 feb.       |
| 26 nov.     | 6-0         | Reggiana-Atl.Forte dei Marmi | 2-3           | 18 feb.       |
| 26 nov.     | 4-4         | Trissino-Amatori Modena      | 1-3           | 18 feb.       |

| Andata (7ª) | Andata (7ª) | Settima giornata                 | Ritorno (20ª) | Ritorno (20ª) |
|             |             |                                  |               |               |
| 3 dic.      | 3-2         | Follonica-Pordenone              | 3-5           | 25 feb.       |
| 3 dic.      | 4-2         | Atl.Forte dei Marmi-Roller Monza | 3-7           | 25 feb.       |
| 3 dic.      | 4-12        | Amatori Modena-Castiglione       | 2-6           | 25 feb.       |
| 3 dic.      | 8-1         | Monza-Trissino                   | 7-5           | 25 feb.       |
| 3 dic.      | 4-3         | Novara-Reggiana                  | 1-3           | 25 feb.       |
| 3 dic.      | 0-2         | Seregno-Bassano                  | 3-4           | 25 feb.       |
| 3 dic.      | 3-3         | Amatori Vercelli-Amatori Lodi    | 10-4          | 25 feb.       |

| Andata (8ª) | Andata (8ª) | Ottava giornata           | Ritorno (21ª) | Ritorno (21ª) |
|             |             |                           |               |               |
| 7 dic.      | 7-1         | Amatori Vercelli-Seregno  | 9-1           | 3 mar.        |
| 7 dic.      | 3-2         | Bassano-Novara            | 3-4           | 3 mar.        |
| 7 dic.      | 2-2         | Atl.Forte dei Marmi-Monza | 3-5           | 3 mar.        |
| 7 dic.      | 3-3         | Roller Monza-Castiglione  | 3-3           | 3 mar.        |
| 7 dic.      | 5-0         | Follonica-Amatori Modena  | 10-2          | 3 mar.        |
| 7 dic.      | 6-3         | Amatori Lodi-Pordenone    | 2-3           | 3 mar.        |
| 7 dic.      | 3-2         | Reggiana-Trissino         | 6-0           | 3 mar.        |

| Andata (9ª) | Andata (9ª) | Nona giornata               | Ritorno (22ª) | Ritorno (22ª) |
|             |             |                             |               |               |
| 10 dic.     | 2-2         | Castiglione-Follonica       | 3-1           | 10 mar.       |
| 10 dic.     | 1-3         | Amatori Modena-Monza        | 2-14          | 10 mar.       |
| 10 dic.     | 8-2         | Novara-Amatori Vercelli     | 2-5           | 10 mar.       |
| 10 dic.     | 6-2         | Pordenone-Bassano           | 5-4           | 10 mar.       |
| 10 dic.     | 4-4         | Seregno-Atl.Forte dei Marmi | 1-7           | 10 mar.       |
| 10 dic.     | 1-4         | Trissino-Amatori Lodi       | 3-10          | 10 mar.       |
| 10 dic.     | 2-2         | Roller Monza-Reggiana       | 3-4           | 10 mar.       |

| Andata (10ª) | Andata (10ª) | Decima giornata               | Ritorno (23ª) | Ritorno (23ª) |
|              |              |                               |               |               |
| 17 dic.      | 5-1          | Bassano-Atl.Forte dei Marmi   | 2-6           | 17 mar.       |
| 17 dic.      | 3-8          | Amatori Lodi-Reggiana         | 3-3           | 17 mar.       |
| 17 dic.      | 1-3          | Amatori Modena-Pordenone      | 2-6           | 17 mar.       |
| 17 dic.      | 6-3          | Monza-Castiglione             | 4-2           | 17 mar.       |
| 17 dic.      | 6-2          | Trissino-Seregno              | 3-7           | 17 mar.       |
| 17 dic.      | 4-2          | Amatori Vercelli-Roller Monza | 4-3           | 17 mar.       |
| 17 dic.      | 1-2          | Follonica-Novara              | 2-8           | 17 mar.       |

| Andata (11ª) | Andata (11ª) | Undicesima giornata           | Ritorno (24ª) | Ritorno (24ª) |
|              |              |                               |               |               |
| 21 dic.      | 5-3          | Pordenone-Monza               | 0-7           | 24 mar.       |
| 21 dic.      | 4-1          | Reggiana-Amatori Vercelli     | 2-8           | 24 mar.       |
| 21 dic.      | 9-3          | Novara-Trissino               | 2-1           | 24 mar.       |
| 21 dic.      | 9-3          | Amatori Lodi-Amatori Modena   | 6-5           | 24 mar.       |
| 21 dic.      | 4-1          | Roller Monza-Seregno          | 10-6          | 24 mar.       |
| 21 dic.      | 2-2          | Atl.Forte dei Marmi-Follonica | 4-1           | 24 mar.       |
| 21 dic.      | 3-1          | Castiglione-Bassano           | 5-3           | 24 mar.       |

| Andata (12ª) | Andata (12ª) | Dodicesima giornata                  | Ritorno (25ª) | Ritorno (25ª) |
|              |              |                                      |               |               |
| 4 gen.       | 4-3          | Amatori Modena-Novara                | 2-4           | 1 apr.        |
| 4 gen.       | 4-2          | Monza-Amatori Lodi                   | 6-3           | 1 apr.        |
| 4 gen.       | 5-6          | Trissino-Castiglione                 | 2-4           | 1 apr.        |
| 4 gen.       | 4-3          | Bassano-Reggiana                     | 2-10          | 1 apr.        |
| 4 gen.       | 0-10         | Seregno-Pordenone                    | 2-13          | 1 apr.        |
| 4 gen.       | 7-1          | Follonica-Roller Monza               | 1-5           | 1 apr.        |
| 4 gen.       | 6-4          | Amatori Vercelli-Atl.Forte dei Marmi | 3-3           | 1 apr.        |

| \| Andata (13ª) \| Andata (13ª) \| Tredicesima giornata \| Ritorno (26ª) \| Ritorno (26ª) \| \| \| \| \| \| \| \| 7 gen. \| 7-4 \| Atl.Forte dei Marmi-Amatori Modena \| 5-2 \| 4 apr. \| \| 7 gen. \| 8-2 \| Amatori Lodi-Follonica \| 4-3 \| 4 apr. \| \| 7 gen. \| 4-4 \| Novara-Monza \| 2-4 \| 4 apr. \| \| 7 gen. \| 7-3 \| Pordenone-Trissino \| 5-3 \| 4 apr. \| \| 7 gen. \| 6-5 \| Reggiana-Seregno \| 8-2 \| 4 apr. \| \| 7 gen. \| 7-3 \| Roller Monza-Bassano \| 3-1 \| 4 apr. \| \| 7 gen. \| 3-4 \| Castiglione-Amatori Vercelli \| 5-4 \| 4 apr. \| |              |                                    |               |               |
| Andata (13ª) | Andata (13ª) | Tredicesima giornata               | Ritorno (26ª) | Ritorno (26ª) |
| |              |                                    |               |               |
| 7 gen. | 7-4          | Atl.Forte dei Marmi-Amatori Modena | 5-2           | 4 apr.        |
| 7 gen. | 8-2          | Amatori Lodi-Follonica             | 4-3           | 4 apr.        |
| 7 gen. | 4-4          | Novara-Monza                       | 2-4           | 4 apr.        |
| 7 gen. | 7-3          | Pordenone-Trissino                 | 5-3           | 4 apr.        |
| 7 gen. | 6-5          | Reggiana-Seregno                   | 8-2           | 4 apr.        |
| 7 gen. | 7-3          | Roller Monza-Bassano               | 3-1           | 4 apr.        |
| 7 gen. | 3-4          | Castiglione-Amatori Vercelli       | 5-4           | 4 apr.        |

## Play-off scudetto

### Tabellone
| Ottavi di finale | Ottavi di finale   | Ottavi di finale | Ottavi di finale | Ottavi di finale |  |  | Quarti di finale | Quarti di finale | Quarti di finale | Quarti di finale | Quarti di finale |  |  | Semifinali | Semifinali       | Semifinali | Semifinali | Semifinali |  |  | Finale | Finale           | Finale | Finale | Finale | Finale | Finale |
|                  |                    |                  |                  |                  |  |  |                  |                  |                  |                  |                  |  |  |            |                  |            |            |            |  |  |        |                  |        |        |        |        |        |
|                  |                    |                  |                  |                  |  |  |                  |                  |                  |                  |                  |  |  |            |                  |            |            |            |  |  |        |                  |        |        |        |        |        |
|                  |                    |                  |                  |                  |  |  |                  | Monza            | 7                | 2                | 9                |  |  |            |                  |            |            |            |  |  |        |                  |        |        |        |        |        |
| 1A2              | AFP Giovinazzo     | 4                | 4                |                  |  |  | Roller Monza     | 7                | 2                | 2                |                  |  |  |            |                  |            |            |            |  |  |        |                  |        |        |        |        |        |
| 8                | Roller Monza       | 4                | 5                |                  |  |  |                  |                  |                  |                  |                  |  |  |            | Monza            | 8          | 2          |            |  |  |        |                  |        |        |        |        |        |
|                  |                    |                  |                  |                  |  |  |                  |                  |                  |                  |                  |  |  |            | Amatori Lodi     | 1          | 2          |            |  |  |        |                  |        |        |        |        |        |
|                  |                    |                  |                  |                  |  |  |                  | Pordenone        | 3                | 5                |                  |  |  |            |                  |            |            |            |  |  |        |                  |        |        |        |        |        |
|                  |                    |                  |                  |                  |  |  | Amatori Lodi     | 4                | 7                |                  |                  |  |  |            |                  |            |            |            |  |  |        |                  |        |        |        |        |        |
|                  |                    |                  |                  |                  |  |  |                  |                  |                  |                  |                  |  |  |            |                  |            |            |            |  |  |        | Monza            | 4      | 7      | 3      | 3      |        |
| 3A2              | Sporting Viareggio | 4                | 1                |                  |  |  |                  |                  |                  |                  |                  |  |  |            |                  |            |            |            |  |  |        | Amatori Vercelli | 1      | 8      | 3      | 5      |        |
| 6                | Castiglione        | 7                | 7                |                  |  |  |                  | Castiglione      | 2                | 5                | 3                |  |  |            |                  |            |            |            |  |  |        |                  |        |        |        |        |        |
|                  |                    |                  |                  |                  |  |  | Novara           | 6                | 0                | 8                |                  |  |  |            |                  |            |            |            |  |  |        |                  |        |        |        |        |        |
|                  |                    |                  |                  |                  |  |  |                  |                  |                  |                  |                  |  |  |            | Novara           | 2          | 4          |            |  |  |        |                  |        |        |        |        |        |
| 2A2              | Marzotto Valdagno  | 6                | 3                |                  |  |  |                  |                  |                  |                  |                  |  |  |            | Amatori Vercelli | 3          | 4          |            |  |  |        |                  |        |        |        |        |        |
| 7                | Reggiana           | 6                | 8                |                  |  |  |                  | Reggiana         | 1                | 7                | 3                |  |  |            |                  |            |            |            |  |  |        |                  |        |        |        |        |        |
|                  |                    |                  |                  |                  |  |  | Amatori Vercelli | 3                | 5                | 4                |                  |  |  |            |                  |            |            |            |  |  |        |                  |        |        |        |        |        |
|                  |                    |                  |                  |                  |  |  |                  |                  |                  |                  |                  |  |  |            |                  |            |            |            |  |  |        |                  |        |        |        |        |        |

### Primo turno
(6) Castiglione vs. (3A2) Sporting Viareggio
| Viareggio 18 aprile 1984 Gara 1 | Sporting Viareggio | 4 – 4 | Castiglione | PalaBarsacchi |

| Castiglione della Pescaia 25 aprile 1984 Gara 2 | Castiglione | 7 – 1 | Sporting Viareggio | Pala Casa Mora |

(7) Reggiana vs. (2A2) Marzotto Valdagno
| Valdagno 18 aprile 1984 Gara 1 | Marzotto Valdagno | 6 – 6 | Reggiana | Palasport di Valdagno |

| Reggio nell'Emilia 25 aprile 1984 Gara 2 | Reggiana | 8 – 3 | Marzotto Valdagno | PalaBigi |

(8) Roller Monza vs. (1A2) AFP Giovinazzo
| Giovinazzo 18 aprile 1984 Gara 1 | AFP Giovinazzo | 4 – 4 | Roller Monza | PalaPansini |

| Brugherio 25 aprile 1984 Gara 2 | Roller Monza | 5 – 4 | AFP Giovinazzo | Palazzetto Paolo VI |

### Quarti di finale
(1) Monza vs. (8) Roller Monza
| Biassono 27 aprile 1984 Gara 1 | Monza | 7 – 7 | Roller Monza | PalaBeretta |

| Brugherio 5 maggio 1984 Gara 2 | Roller Monza | 2 – 2 | Monza | Palazzetto Paolo VI |

| Biassono 9 maggio 1984 Gara 3 | Monza | 9 – 2 | Roller Monza | PalaBeretta |

(2) Amatori Vercelli vs. (7) Reggiana
| Vercelli 27 aprile 1984 Gara 1 | Amatori Vercelli | 3 – 1 | Reggiana | PalaIsola |

| Reggio nell'Emilia 5 maggio 1984 Gara 2 | Reggiana | 7 – 5 | Amatori Vercelli | PalaBigi |

| Vercelli 9 maggio 1984 Gara 3 | Amatori Vercelli | 4 – 3 | Reggiana | PalaIsola |

(3) Novara vs. (6) Castiglione
| Novara 27 aprile 1984 Gara 1 | Novara | 6 – 2 | Castiglione | Palasport di Novara |

| Castiglione della Pescaia 5 maggio 1984 Gara 2 | Castiglione | 5 – 0 | Novara | Pala Casa Mora |

| Novara 9 maggio 1984 Gara 3 | Novara | 8 – 3 | Castiglione | Palasport di Novara |

(4) Pordenone vs. (5) Amatori Lodi
| Pordenone 27 aprile 1984 Gara 1 | Pordenone | 3 – 4 | Amatori Lodi | PalaMarmi |

| Lodi 5 maggio 1984 Gara 2 | Amatori Lodi | 7 – 5 | Pordenone | PalaCastellotti |

### Semifinali
(1) Monza vs. (5) Amatori Lodi
| Biassono 15 maggio 1984 Gara 1 | Monza | 8 – 1 | Amatori Lodi | PalaBeretta |

| Arbitro: | Brunner (Trieste) |

|                                   |            |                                          |
| Coria 14'42" Aguero (aut.) 24'18" | Marcatori  | 32'49" Citterio R. (aut) 34'14" Marzella |
| Rinaldo Uggeri                    | Allenatori | Gianbattista Massari                     |

(2) Amatori Vercelli vs. (3) Novara
| Vercelli 15 maggio 1984 Gara 1 | Amatori Vercelli | 3 – 2 | Novara | PalaIsola |

| Novara 19 maggio 1984 Gara 2 | Novara | 4 – 4 | Amatori Vercelli | Palasport di Novara |

### Finale
(1) Monza vs. (2) Amatori Vercelli
| Biassono 29 maggio 1984 Gara 1 | Monza      | 4 – 1             | Amatori Vercelli | PalaBeretta |
| \| \| \| \| \| Righi 2'00" Villani 11'20" Aguero ?'??" Marzella ?'??" \| Marcatori \| ?'??" Borrini \| \| Gianbattista Massari \| Allenatori \| Alfredo Tarchetti \| |            |                   |                  |             |
| |            |                   |                  |             |
| Righi 2'00" Villani 11'20" Aguero ?'??" Marzella ?'??" | Marcatori  | ?'??" Borrini     |                  |             |
| Gianbattista Massari | Allenatori | Alfredo Tarchetti |                  |             |

| Arbitro: | Pancani (Pistoia) |

|                                                                                                 |            |                                                                         |
| Martinazzo 2'20" Girardelli 17'28", 34'15", 48'46" Borrini 24'15" Fietta 30'02", 30'33", 46'27" | Marcatori  | 3'12" Villani 5'15", 37'44", 46'53" Barsi 16'49", 20'39", 27'15" Aguero |
| Alfredo Tarchetti                                                                               | Allenatori | Gianbattista Massari                                                    |

| Biassono 6 giugno 1984 Gara 3 | Monza      | 3 – 3                                         | Amatori Vercelli | PalaBeretta |
| \| \| \| \| \| Barsi ?'??" Marzella ?'??" Aguero 47'00" \| Marcatori \| 12'00" Fietta ?'??" Borrini 45'08" Martinazzo \| \| Gianbattista Massari \| Allenatori \| Alfredo Tarchetti \| |            |                                               |                  |             |
| |            |                                               |                  |             |
| Barsi ?'??" Marzella ?'??" Aguero 47'00" | Marcatori  | 12'00" Fietta ?'??" Borrini 45'08" Martinazzo |                  |             |
| Gianbattista Massari | Allenatori | Alfredo Tarchetti                             |                  |             |

| Trissino 9 giugno 1984 Gara 4 | Amatori Vercelli | 5 – 3                                     | Monza | Palasport comunale |
| \| \| \| \| \| Martinazzo 16'00", 16'22" Girardelli 33'00", 36'00" Cesana 47'00" \| Marcatori \| ?'??" Aguero ?'??" Marzella ?'??" Villani \| \| Alfredo Tarchetti \| Allenatori \| Gianbattista Massari \| |                  |                                           |       |                    |
| |                  |                                           |       |                    |
| Martinazzo 16'00", 16'22" Girardelli 33'00", 36'00" Cesana 47'00" | Marcatori        | ?'??" Aguero ?'??" Marzella ?'??" Villani |       |                    |
| Alfredo Tarchetti | Allenatori       | Gianbattista Massari                      |       |                    |

## Verdetti
| Verdetto                     | Club                            |
| ---------------------------- | ------------------------------- |
| Campione d'Italia 1983-1984  | Amatori Vercelli (2º titolo)    |
| Coppa dei Campioni 1984-1985 | Amatori Vercelli                |
| Coppa delle Coppe 1984-1985  | Monza                           |
| Coppa CERS 1984-1985         | Novara Amatori Lodi             |
| Retrocesse in Serie A2       | Amatori Modena Seregno Trissino |

### Squadra campione

#### Giocatori
| N° | Naz.                 | Ruolo | Sportivo           |  |  |  |
| -- | -------------------- | ----- | ------------------ |  |  |  |
|    | Italia (bandiera)    | D     | Roberto Borrini    |  |  |  |
|    | Italia (bandiera)    | A     | Antonio Cesana     |  |  |  |
|    | Italia (bandiera)    | C     | Corrado Corradino  |  |  |  |
|    | Italia (bandiera)    | A     | Claudio Fietta     |  |  |  |
|    | Italia (bandiera)    | P     | Francesco Fontana  |  |  |  |
|    | Italia (bandiera)    | C     | Franco Girardelli  |  |  |  |
|    | Italia (bandiera)    | D     | Maurizio Mantovani |  |  |  |
|    | Argentina (bandiera) | A     | Daniel Martinazzo  |  |  |  |
|    | Italia (bandiera)    | D     | Renzo Motaran      |  |  |  |
|    | Italia (bandiera)    | P     | Stefano Orlandi    |  |  |  |
|    | Italia (bandiera)    | A     | Mauro Rollino      |  |  |  |

#### Staff tecnico
- Allenatore:  Alfredo Tarchetti
- Allenatore in seconda:
- Meccanico:

## Statistiche del torneo

### Capoliste solitarie
|    | —— | —— | ——               | ——               | —— | ——    | —— | ——    | ——    | ——  | ——    | ——    | ——    | ——    | ——    | ——  | ——    | ——    | ——    | ——    | ——    | ——    | ——    | ——    | ——    | —— |  |
|    |    |    | Amatori Vercelli | Amatori Vercelli |    | Monza |    | Monza | Monza |     | Monza | Monza | Monza | Monza | Monza |     | Monza | Monza | Monza | Monza | Monza | Monza | Monza | Monza | Monza |    |  |
|    |    |    |                  |                  |    |       |    |       |       |     |       |       |       |       |       |     |       |       |       |       |       |       |       |       |       |    |  |
|    |    |    |                  |                  |    |       |    |       |       |     |       |       |       |       |       |     |       |       |       |       |       |       |       |       |       |    |  |
| 1ª | 2ª | 3ª | 4ª               | 5ª               | 6ª | 7ª    | 8ª | 9ª    | 10ª   | 11ª | 12ª   | 13ª   | 14ª   | 15ª   | 16ª   | 17ª | 18ª   | 19ª   | 20ª   | 21ª   | 22ª   | 23ª   | 24ª   | 25ª   | 26ª   |    |  |

### Classifica in divenire
|                      | 1ª | 2ª | 3ª | 4ª | 5ª | 6ª | 7ª | 8ª | 9ª | 10ª | 11ª | 12ª | 13ª | 14ª | 15ª | 16ª | 17ª | 18ª | 19ª | 20ª | 21ª | 22ª | 23ª | 24ª | 25ª | 26ª |
| -------------------- | -- | -- | -- | -- | -- | -- | -- | -- | -- | --- | --- | --- | --- | --- | --- | --- | --- | --- | --- | --- | --- | --- | --- | --- | --- | --- |
| Amatori Lodi         | 0  | 2  | 2  | 4  | 6  | 7  | 8  | 10 | 12 | 12  | 14  | 14  | 16  | 18  | 20  | 22  | 24  | 26  | 26  | 26  | 26  | 28  | 29  | 31  | 31  | 33  |
| Amatori Modena       | 0  | 0  | 0  | 2  | 4  | 5  | 5  | 5  | 5  | 5   | 5   | 7   | 7   | 7   | 7   | 9   | 9   | 11  | 13  | 13  | 13  | 13  | 13  | 13  | 13  | 13  |
| Amatori Vercelli     | 2  | 4  | 6  | 8  | 10 | 10 | 11 | 13 | 13 | 15  | 15  | 17  | 19  | 19  | 21  | 23  | 25  | 26  | 28  | 30  | 32  | 34  | 36  | 38  | 39  | 39  |
| Bassano              | 1  | 1  | 3  | 3  | 3  | 4  | 6  | 8  | 8  | 10  | 10  | 12  | 12  | 14  | 14  | 14  | 14  | 15  | 15  | 17  | 17  | 17  | 17  | 17  | 17  | 17  |
| Castiglione          | 2  | 2  | 4  | 6  | 7  | 9  | 11 | 12 | 13 | 13  | 15  | 17  | 17  | 17  | 17  | 17  | 17  | 19  | 21  | 23  | 24  | 26  | 26  | 28  | 30  | 32  |
| Follonica            | 0  | 0  | 0  | 2  | 2  | 3  | 5  | 7  | 8  | 8   | 9   | 11  | 11  | 13  | 13  | 15  | 17  | 17  | 19  | 19  | 21  | 21  | 21  | 21  | 21  | 21  |
| Atl. Forte dei Marmi | 0  | 0  | 2  | 2  | 4  | 4  | 6  | 7  | 8  | 8   | 9   | 9   | 11  | 11  | 12  | 12  | 14  | 16  | 18  | 18  | 18  | 20  | 22  | 24  | 25  | 27  |
| Monza                | 2  | 4  | 6  | 6  | 8  | 10 | 12 | 13 | 15 | 17  | 17  | 19  | 20  | 22  | 24  | 26  | 26  | 28  | 30  | 32  | 34  | 36  | 38  | 40  | 42  | 44  |
| Novara               | 2  | 4  | 5  | 7  | 8  | 9  | 11 | 11 | 13 | 15  | 17  | 17  | 18  | 20  | 22  | 24  | 26  | 26  | 28  | 28  | 30  | 30  | 32  | 34  | 36  | 36  |
| Pordenone            | 0  | 2  | 2  | 2  | 3  | 5  | 5  | 5  | 7  | 9   | 11  | 13  | 15  | 17  | 18  | 20  | 20  | 22  | 22  | 24  | 26  | 28  | 30  | 30  | 32  | 34  |
| Reggiana             | 2  | 4  | 4  | 4  | 5  | 7  | 7  | 9  | 10 | 12  | 14  | 14  | 16  | 16  | 18  | 18  | 20  | 20  | 20  | 22  | 24  | 26  | 27  | 27  | 29  | 31  |
| Roller Monza         | 2  | 4  | 5  | 7  | 7  | 7  | 7  | 8  | 9  | 9   | 11  | 11  | 13  | 15  | 17  | 17  | 19  | 19  | 19  | 21  | 22  | 22  | 22  | 24  | 26  | 28  |
| Seregno              | 0  | 0  | 2  | 2  | 2  | 2  | 2  | 2  | 3  | 3   | 3   | 3   | 3   | 3   | 3   | 3   | 3   | 3   | 3   | 3   | 3   | 3   | 5   | 5   | 5   | 5   |
| Trissino             | 1  | 1  | 1  | 1  | 1  | 2  | 2  | 2  | 2  | 4   | 4   | 4   | 4   | 4   | 4   | 4   | 4   | 4   | 4   | 4   | 4   | 4   | 4   | 4   | 4   | 4   |

### Record squadre
- Maggior numero di vittorie: Monza (21)
- Minor numero di vittorie: Trissino (1)
- Maggior numero di pareggi: Atl. Forte dei Marmi (5)
- Minor numero di pareggi: Amatori Modena e Seregno (1)
- Maggior numero di sconfitte: Seregno e Trissino (23)
- Minor numero di sconfitte: Monza (3)
- Miglior attacco: Monza (144 reti realizzate)
- Peggior attacco: Trissino (67 reti realizzate)
- Miglior difesa: Novara e Reggiana (72 reti subite)
- Peggior difesa: Seregno (169 reti subite)
- Miglior differenza reti: Monza (+69)
- Peggior differenza reti: Seregno (-100)

### Classifica marcatori
| Gol |  |  | Giocatore         | Squadra |
| --- |  |  | ----------------- | ------- |
| 61  |  |  | Giuseppe Marzella | Monza   |